# Malamir da Bulgária
Malamir (em grego medieval: Μαλαμιρ; em búlgaro:  Маламир) ou Malomiro (Μαλ(λ)ωμηρός, Mal(l)omerós) foi o cã búlgaro entre 831 e 836. Era filho de Omurtague e neto de Crum. Seu nome pode ter origem eslava e alguns acreditam que ele pode ter sido o primeiro cã eslavo (alega-se o mesmo sobre Sabino). Uma outra teoria defende que ele teria um nome iraniano (havia inclusive uma cidade iraniana chamada "Malamir" - atual Izeh, Irã). Especulou-se também que sua mãe seria eslava. Porém, nada disso pode ser provado definitivamente.

## História
Malamir se tornou o cã da Bulgária em 831 com a morte de seu pai, Omurtague, pois seu irmão mais velho, Enravota (Voin), havia abdicado de seu direito de sucessão ao se tornar cristão. É possível que Malamir fosse ainda muito jovem e inexperiente na época de sua ascensão e que os assuntos de estado fossem tratados pelo seu caucano Isbul.
Por volta de 833, Malamir mandou executar Enravota por sua teimosia em renunciar o cristianismo[a]. Depois do fim do tratado original de 20 anos com o Império Bizantino em 836, o imperador Teófilo arrasou diversas regiões dentro da fronteira búlgara. Os búlgaros retaliaram e, sob a liderança de Isbul, alcançaram Adrianópolis. Nesta época, se não antes, eles anexaram também Filipópolis (Plovdiv) e redondezas. Diversas inscrições monumentais ainda existentes desta época fazem referência às vitórias búlgaras e outras, à retomada das construções em e nas proximidades de Plisca, a capital do Império Búlgaro. Malamir morreu em 836, supostamente numa vingança pela morte de seu irmão.
Em diversos estudos mais mais antigos, Malamir é identificado como sendo seu sucessor Presiano I e assume-se que ele teria sobrevivido até a década de 850 como um antecessor direto de Bóris I. É muito improvável que isso seja verdade, pois atesta-se que Malamir foi sucedido por seu sobrinho (o filho de seu irmão Zbenitzes) enquanto que Bóris I teria sido precedido por seu pai, Presiano. Zlatarski resolveu a questão das fontes fragmentárias ao determinar que o sobrinho e herdeiro de Malamir, cujo nome não foi citado, era, na realidade, Presiano e que Bóris era filho dele.
A compilação do século XVII dos búlgaros do Volga, Ja'far Tarikh, uma obra cuja autenticidade é disputada, apresenta Balamir (Malamir) como sendo filho de Yomyrčak (Omurtague) e irmão de Sabanša (Zbenitzes), o pai de Birdžihan (Presiano).